# يويداي سوا
يويداي سوا (باليابانية: 諏訪 雄大) (5 مايو 1986 في نودا في اليابان – )؛ هو لاعب كرة قدم كان يلعب كحارس مرمى.

## وصلات خارجية
- يويداي سوا على موقع رابطة كرة القدم اليابانية للمحترفين (اليابانية)
- يويداي سوا على موقع قاعدة بيانات كرة القدم.إي يو (الإنجليزية)
- يويداي سوا على موقع Soccerway.com (الإنجليزية)
- يويداي سوا على موقع عالم كرة القدم.نت (الإنجليزية)